# スポーツにおける性別確認

このグラフは、男女において許容されるテストステロン値と仮想的なアスリートの値との比較を示している。この仮想的なアスリートは、テストステロンが平均的な値よりも高いアンドロゲン過剰症の女性である可能性があり、性別確認検査と積極的治療が強いられる可能性がある。

スポーツにおける性別確認（スポーツにおけるせいべつかくにん）は、スポーツイベントにおいて競技者の参加資格が1つの性別に限定されているときや、決められた性別構成からなる性別混合チーム（ペアなど）であるときなどに行われる。検査の実施法は、時代や国、競技レベルによって大きく変化してきた。オリンピックや他の注目度の高いスポーツ競技会では性別に関する問題が何度も生じており、例えば、男性アスリートが女性として競技に参加しようとした、または特定の女性アスリートがインターセックスであるために不当な優位性が生じた、といった主張がなされてきた。
陸上競技の国際的統括団体である国際陸上競技連盟（IAAF）が定めた、女性アスリートに対する義務的性別検査は、ベルギーでのヨーロッパ陸上競技選手権大会の1ヶ月前の1950年7月に実施された。すべてのアスリートが自身の国で検査を受けた。ソビエト連邦と東ヨーロッパの女性アスリートの何人かが実際は男性ではないかという疑惑を受け、1966年ヨーロッパ陸上競技選手権大会から実際の競技会での性別確認検査が開始された。オリンピックでは、検査は1968年から導入された。いくつかのケースでは、これらのポリシーにより、アスリートは女性器切除や不妊手術などの不必要な手術を受けることを余儀なくされている。その後の報告では、検査は女性アスリートに対し身体的な影響だけでなく、精神的な害も引き起こされうることが示された。性別検査の目的は、同性の他の人たちと比較して異常なホルモン値を示すアスリートを特定することであるが、これによってアスリートには性的アイデンティティの危機が引き起こされ、（公的にも私的にも）品位を傷つけるような反応が生じる。これらはしばしば突然にアスリートに社会的な孤立をもたらし、鬱や時には自殺へとつながる。

## 歴史
当初は、性別確認は身体検査の形で行われていた。続いて染色体検査となり、後にテストステロン値の検査となった。性別は、性染色体のペアがXXであるかXYであるかの確認や、主要な性ホルモンのレベルの比較によって常に単純に決定されるわけでない。染色体の対合や他の遺伝的側面、出生前後の細胞内から器官レベルでの身体発達の変動によって、一部の人々は明確な女性もしくは男性とはならないことがある。胎児は当初は性的に未分化の段階であり、その後SRY遺伝子が存在する場合には（ほとんどの場合Y染色体に位置するが、常にではない）、SRY遺伝子がさまざまなホルモンを発現させ、出生までに新生児が男の子となるような分化を引き起こす。しかし、この分化が起こらなかったために、X染色体とY染色体を持つ人がホルモン的または表現型的に女性として成長したり、またはSRY遺伝子が異なる染色体上に位置するなどの理由によって、2本のX染色体を持つ人がホルモン的または表現型的に男性として成長したり、といったことが起こりうる。

### 身体検査
アメリカオリンピック委員会の会長アベリー・ブランデージは、1936年ベルリンオリンピックの期間中か直後に、女性アスリートを検査するシステムの確立を要求した。タイム誌の記事によると、ブランデージはチェコスロバキアのランナー・走幅跳選手Zdeňka Koubkováとイギリスの砲丸投・やり投選手Mary Edith Louise Westonのパフォーマンスを見た後に「性の曖昧さ」を明確にする必要性を感じた。後に2人とも性別適合手術を受け、それぞれズデニェク・コウベク、マーク・ウェストンへと法律上の名前を変更した。

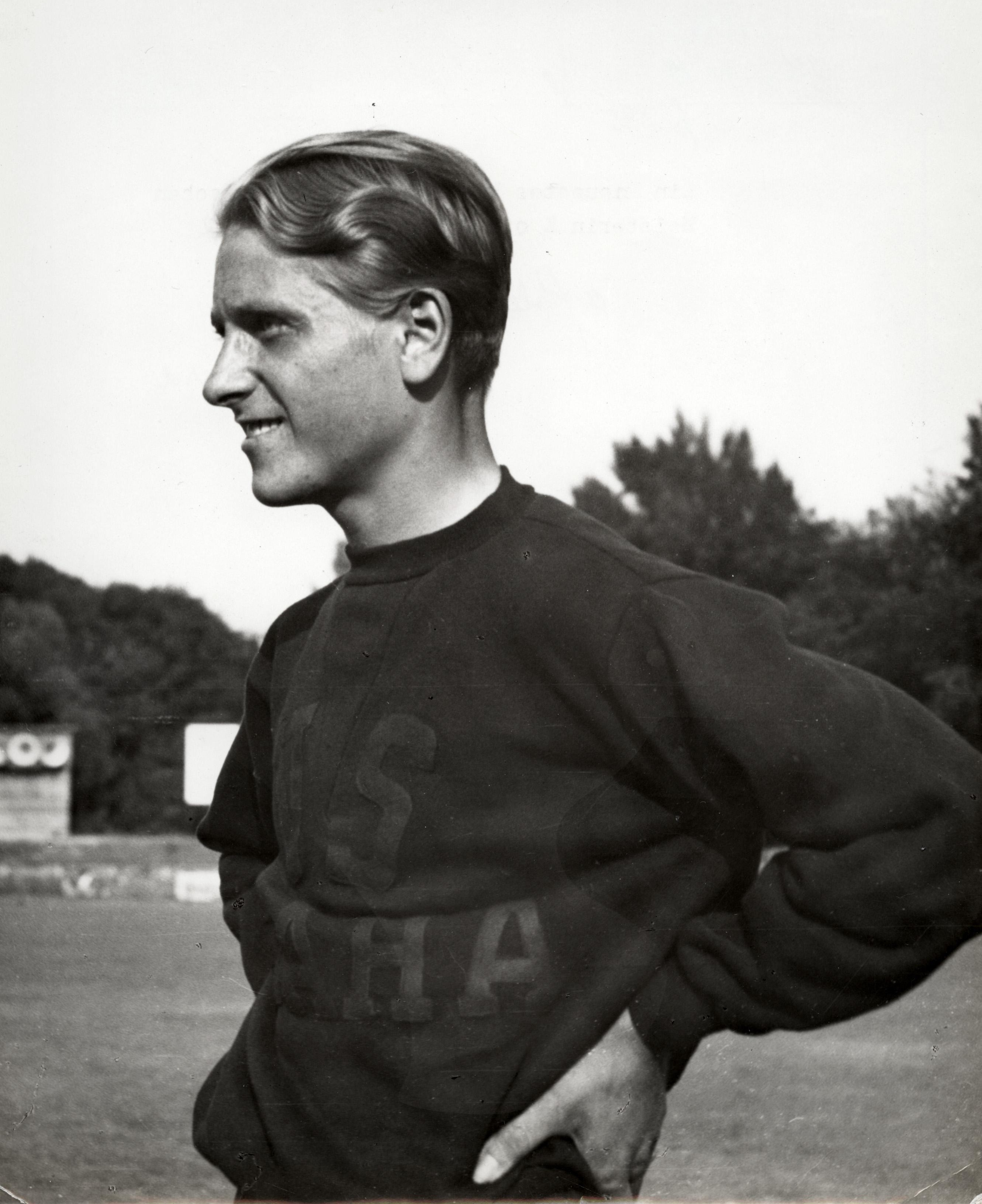
ズデニェク・コウベク（英語版）
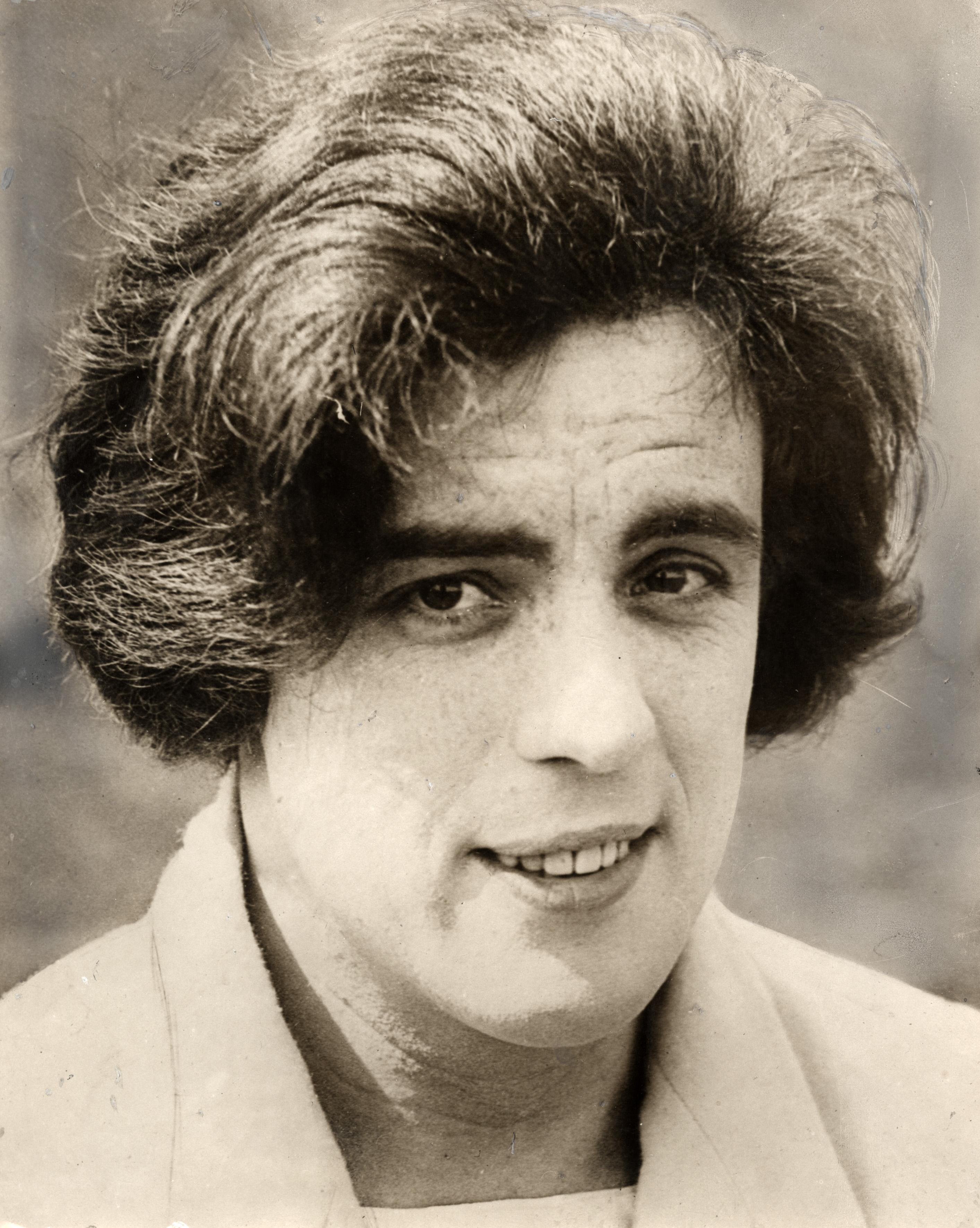
マーク・ウェストン

性別確認検査は1950年にIAAFで開始され、身体検査が行われた。オランダの陸上選手Foekje Dillemaは検査を拒み1950年7月に永久追放された。国際オリンピック委員会（IOC）も1968年からこれに続いて検査を行った。当初は、女性アスリートは「医師団の前を全裸で歩くよう求められた」。男性アスリートが女性アスリートを装って不当な優位性を持つというおそれがあったため、しばらくの間これらの検査は女性アスリートにとって必須のものであった。

### 染色体検査
染色体検査はIOCによって1968年メキシコシティーオリンピックから導入された。これはY染色体を検査するもので、女性を偽装している可能性のある男性を見分けるようにデザインされていた。この手法は男性性の特定に関して決定力を欠くことが示されたため、後に廃止された。
IAAFは1992年に全アスリートに対する性別スクリーニングを停止したが、疑いが生じた参加者に対する性別検査の選択肢は維持した。1996年のIOC女性と健康に関する世界会議（IOC World Conference on Women and Health）において「オリンピック期間中現行のジェンダー確認のプロセスを停止する」という決議が可決された。IOC理事会でも1999年7月に実施を停止する票決が行われた。染色体検査が行われたのは1996年アトランタオリンピックが最後であった。

### ホルモン検査

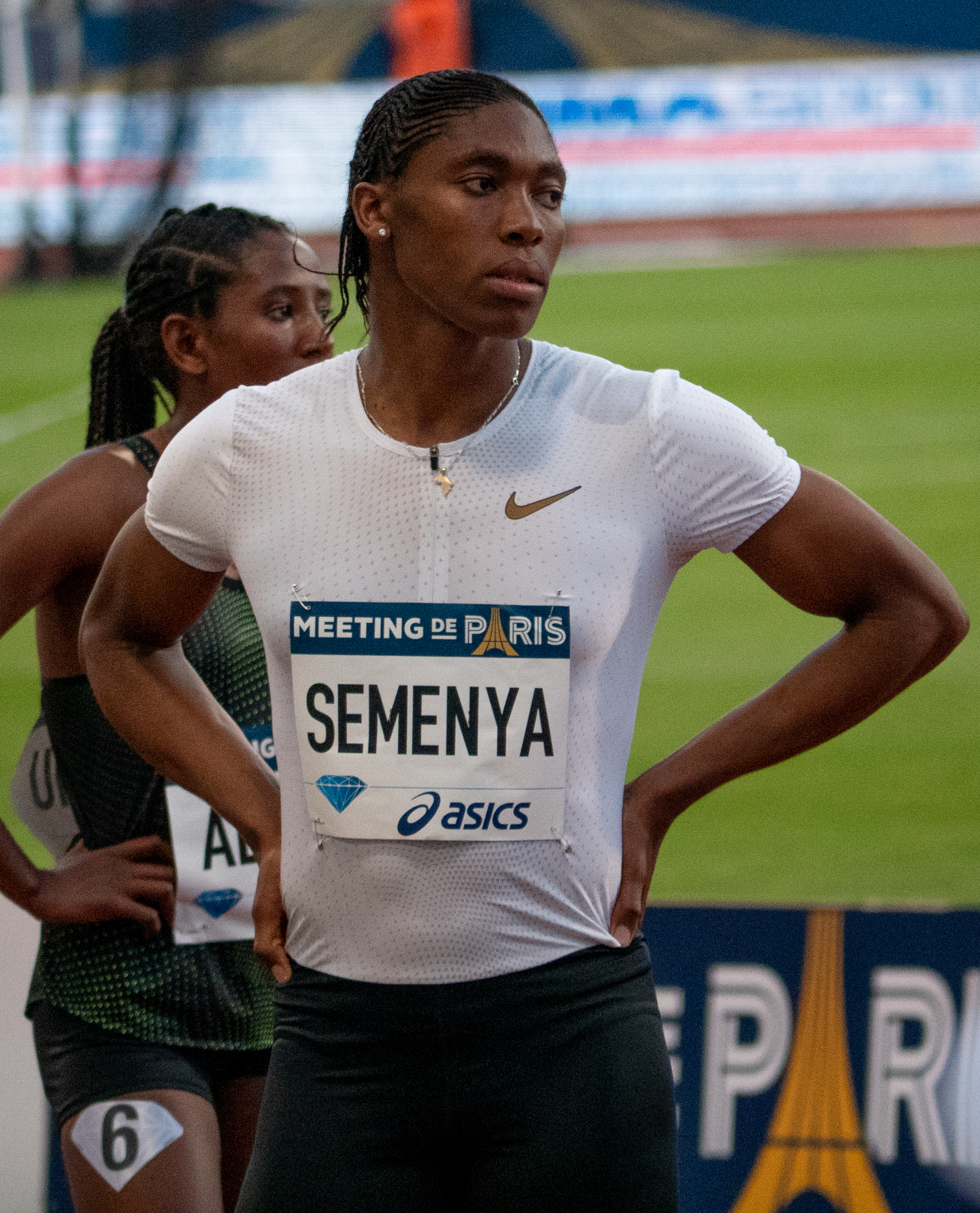
南アフリカのキャスター・セメンヤはホルモン検査の対象となった。

2009年8月、南アフリカの陸上選手キャスター・セメンヤは義務的な性別確認検査の対象となった。セメンヤのケースに倣って、「アンドロゲン過剰症」（hyperandrogenism）と名付けられた、テストステロン値が特定の値よりも上昇しているケースを特定するためにテストステロン検査が導入され、性的特性からの乖離を積極的に調査することがIOCから国内オリンピック委員会へ課せられた。
2012年ロンドンオリンピックに先立って、2012年6月にIOCはこれらのケースに対処するために IOC Regulations on Female Hyperandrogenism （女性のアンドロゲン過剰症に関するIOC規則）を発表した。その中には、「これらの規則は性別決定を意図したものではない。その代わり、これらの規則は、2012年オリンピック競技に女子カテゴリーで参加しようとしているアスリートが（ホルモン特性の理由によって）不適格となる状況を明確にするようデザインされている。女子カテゴリーでの競技が不適格であることが宣言されたアスリートは、その大会の男性競技者としての参加資格を満たしている場合、男性アスリートとして競技に参加できる可能性がある」という声明が含まれていた。
これまでの性別検査と同様、テストステロン検査も屈辱的で、不必要で差別的なものであるとみなされている。カトリーナ・カルカジス、レベッカ・ジョーダン=ヤング、ジョージアン・デイビス、Silvia Camporesiは、女性アスリートのアンドロゲン過剰症に関するIAAFの新たなポリシーはプライバシーの曝露からアスリートが保護されず、アスリートが競技を行うために不必要な治療を行うことを要求し、「ジェンダー・ポリシング」を強化するものである、と主張している。実際、競技レベルの高い女性アスリートでは完全型アンドロゲン不応症の割合が一般集団と比較して高い（一般集団で2–5万人に1人に対し、エリートアスリートでは429人に1人）ことが示されている。彼女らは、アスリートが自身の法的なジェンダーに従って競技を行うことを推奨している。
2013年Patrick Fénichel、Stéphane Bermonらの報告によると、発展途上国の4人の女性エリートアスリートが、テストステロン検査によってインターセックスであることが判明した後、部分的な陰核切除（女性器切除の一種）と性腺摘出（不妊手術）を受けたとされる。同チームのメンバーによって、女性エリートアスリートの先天的なアンドロゲン過剰症がスポーツにおいて優位性があるというエビデンスは存在しないことが報告されている。テストステロンレベルの上昇がアスリートに不当な優位性を与えることは示されていない。学者は、たとえいかなる利点であったとしても、自然にそしてアスリートによる制御外で生じた場合、それが「不当」であると見なすべきどうか、疑問を投げかけている。例えば、エリートアスリートは一般集団と比較して高い有酸素能力と持久力を有している（が、これが「不当」であるとでもいうのか？）。さらに、これらのケースは、不正行為や優位性の証拠がないにもかかわらず適用され、不必要な医学的介入を強要される、という女性アスリートの置かれた立場の脆弱性を明らかに示すものであり、エリートスポーツシステムへの批判を引き起こした。
アンドロゲン過剰症に関するポリシーは、スポーツ仲裁裁判所におけるデュティ・チャンド対インド陸上競技連盟・IAAF訴訟の2015年7月の裁定をうけて停止された。チャンドは2014年コモンウェルスゲームズの直前になって、インド陸上競技連盟によってアンドロゲン過剰症のために女性アスリートとしての競技が不適格であることが発表され、排除されていた。この訴訟の裁定では、テストステロンが女性アスリートのパフォーマンスを向上させるというエビデンスが不十分であることが指摘された。裁判所はIAAFによるアンドロゲン過剰症の規制をすぐさま停止し、2017年7月までにより良いエビデンスを提示できない限り無効であると宣言した。
2015年11月、IOCはアンドロゲン過剰症とトランスジェンダーに関するポリシーを扱う会合を開いた。女性アスリートのアンドロゲン過剰症に関して、IOCはスポーツ仲裁裁判所によって停止されたIAAFのポリシーの再開を奨励した。また、「差別を避けるためにも、女子競技者として不適格であれば、男子競技者として適格であるべきである」という以前のポリシーの声明を繰り返した。2016年2月、IOCは2016年リオデジャネイロオリンピックにおいて、許容されるテストステロンの最大値を設定するような独自のポリシーを導入しないことが周知された。2018年11月1日IAAFは、400mから1マイル、ハードル、そしてこれらの距離の組み合わせを含む種目で競技する女性アスリートに対して、「性的発達の差異」に関する新たな基準を採用した。国際的なレベル（または国際的な記録の認定を含む）大会で上記の種目に参加しようとするアスリートは、血清中のテストステロン値が 5 nmol/L以上かつアンドロゲン感受性である場合、法的に女性またはインターセックスである必要があり、テストステロン値は6ヶ月継続して 5 nmol/L未満に抑えなければならず、その後も競技までこの値よりも低く抑えるようにしなければならない。この新たな規制は、以前の全てのアンドロゲン過剰症にの女性に関する規則と置き換えられた。
2016年4月、健康に関する国連特別報告者Dainius Pūrasは、現行のそして歴史的な性別確認に関するポリシーを批判し、「多くのアスリートに対し性腺摘出や部分的な陰核切除が、これらの処置を正当化する症状や健康問題がないにもかかわらず、行われてきた」ことについて記述した。
デュティ・チャンドとキャスター・セメンヤのケースは2016年リオデジャネイロオリンピック期間中に広く報道された。大会の直前に、Genel、Simpson、de la Chapelleは再びJAMA誌においてこのように述べた。

### 男性の性別検査
性別検査は男子カテゴリーで競技するアスリートでは行われておらず、その染色体やホルモンに関するデータはほとんど存在しない。しかし、2014年に発表されたHealyらによる693人のエリートアスリートの競技後の調査では、大きな差が存在することが判明した。著者らは、男性の16.5%はが低いテストステロン値を示した一方、女性の13.7%は高い値を示し、それらは性間で完全に重複するほどであることを見出した。
これらのデータをもとに、サイエンティフィック・アメリカン誌はほぼ2%の男性競技者のテストステロン値は典型的な女性レベルの値であると試算した。また研究著者らは、テストステロン値よりも平均的な除脂肪体重の差が性間のパフォーマンスの差の説明となる可能性を述べている。

### ケース: 20世紀
- おそらく知られている最初のケースは、1932年ロサンゼルスオリンピックの女子100mで金メダルを獲得したポーランドの陸上選手スタニスラワ・ワラシェビッチであるが、1980年に死亡した後、部分的に男性生殖器が発達していたことが判明した[34]。
- 性別確認検査が導入される以前、ドイツの陸上選手ドラ・ラチエンは1936年ベルリンオリンピックの女子走高跳で4位に入賞した。彼女は後に1938年ヨーロッパ陸上競技選手権大会（英語版）で世界記録を樹立したが、ドイツ警察による検査によって男性であると結論付けられた。検査を行った医師の記述によると、ラチエンはおそらくインターセックスであったと考えられる。女性として育てられたが、ラチエンは公的な登録を変更してハインリッヒ・ラチエンと改名した[35]。
- オランダの短距離走者Foekje Dillemaは1950年7月に義務的な性別検査を拒否した後、ナショナルチームから追放された。後の調査によって、彼女の体細胞にはY染色体が存在することが明らかにされ、おそらく46,XX/46,XY（英語版）モザイクの女性であることが分析によって示された[36]。
- タマラ・プレスとイリーナ・プレスの姉妹はソビエト連邦に5つの陸上競技の金メダルをもたらし、1960年代に世界記録を26回樹立した。彼女らは1966年にジェンダー検査が導入される前にそのキャリアを終えた。姉妹の両方が男性または両性具有であるという非難を受けたが、姉妹がインターセックスであったという証拠は存在しない[37]。
- ポーランドの陸上選手エワ・クロブコフスカは1964年東京オリンピックの女子4×100mリレーで金メダル、女子100mで銅メダルを獲得したが、1967年のジェンダー検査で不合格となった最初の陸上選手となった。彼女は稀なXX/XXYモザイクであり、オリンピックとプロスポーツで競技することが禁止された[38]。
- 1967年IOCは、1966年のスキー滑降の女子世界チャンピオンであったオーストリアのErika Schineggerに対し、男性の内性器が存在するという決定の後、1968年グルノーブルオリンピックで失格とした。Schineggerは後に男性のErikとなった。
- 1986年、スペインのハードル選手Maria José Martínez-Patiñoは染色体検査を不合格となり、追放され公然と辱められた。彼女は裁定について争い、彼女のインターセックス変異は機能的なテストステロンをもたらさないため、競技上の優位性は存在しなかったと主張した。2年後、IAAFはMartínez-Patiñoが再び競技に参加することを認めた。彼女の窮状によってジェンダー検査の問題に注意が向けられることとなり、10年後の検査の義務の終了につながった[3][39]。

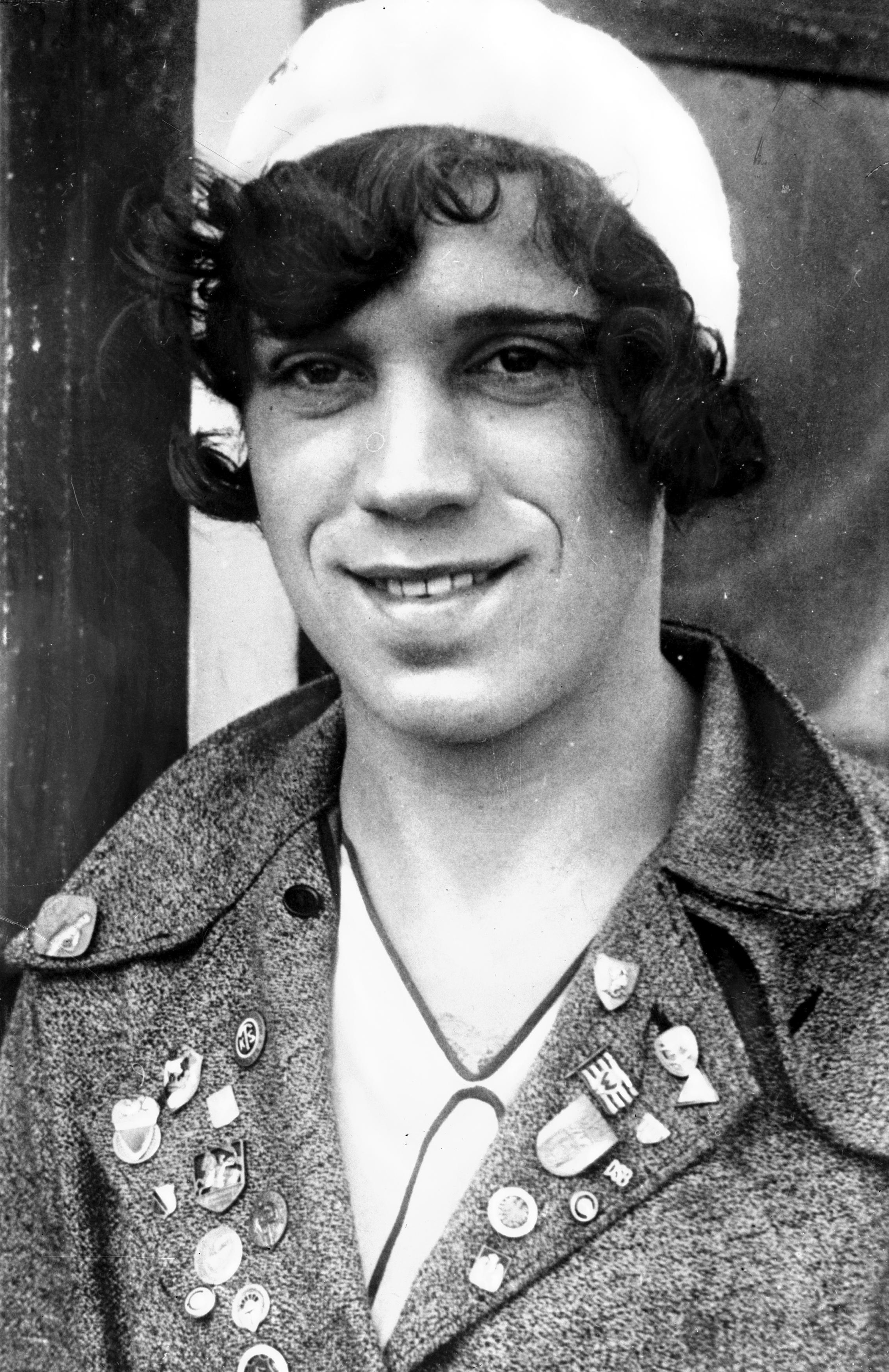
スタニスラワ・ワラシェビッチ
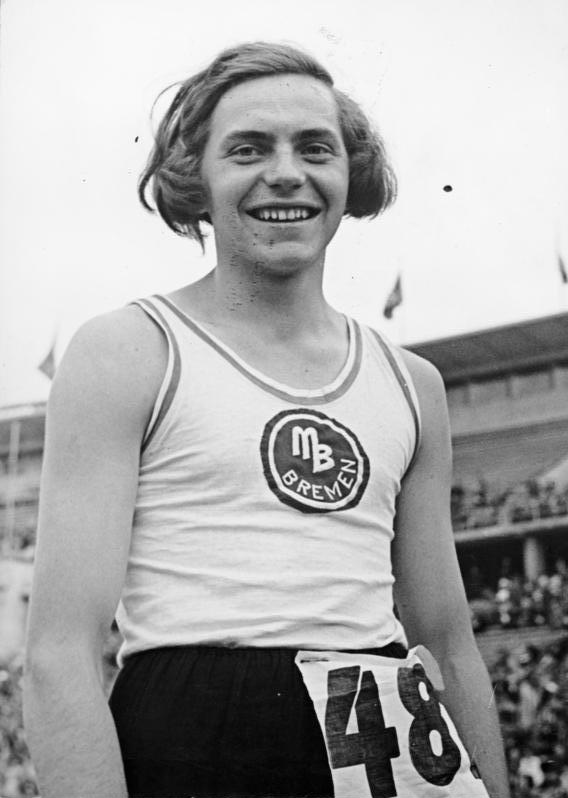
ドラ・ラチエン
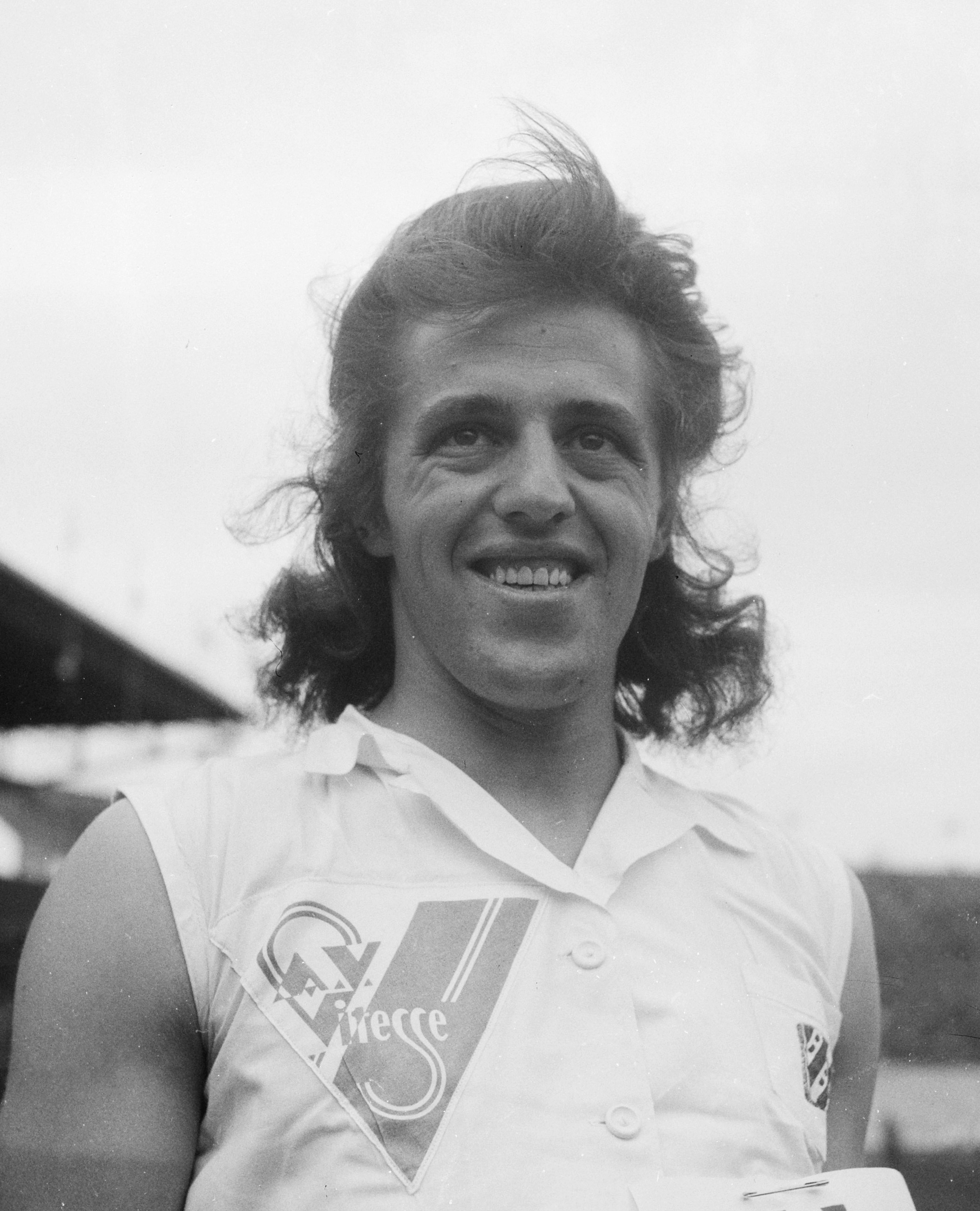
Foekje Dillema
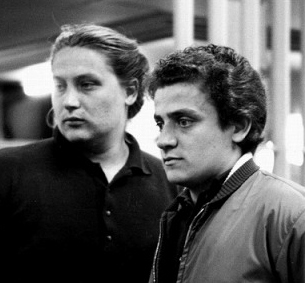
タマラ・プレス、イリーナ・プレス姉妹
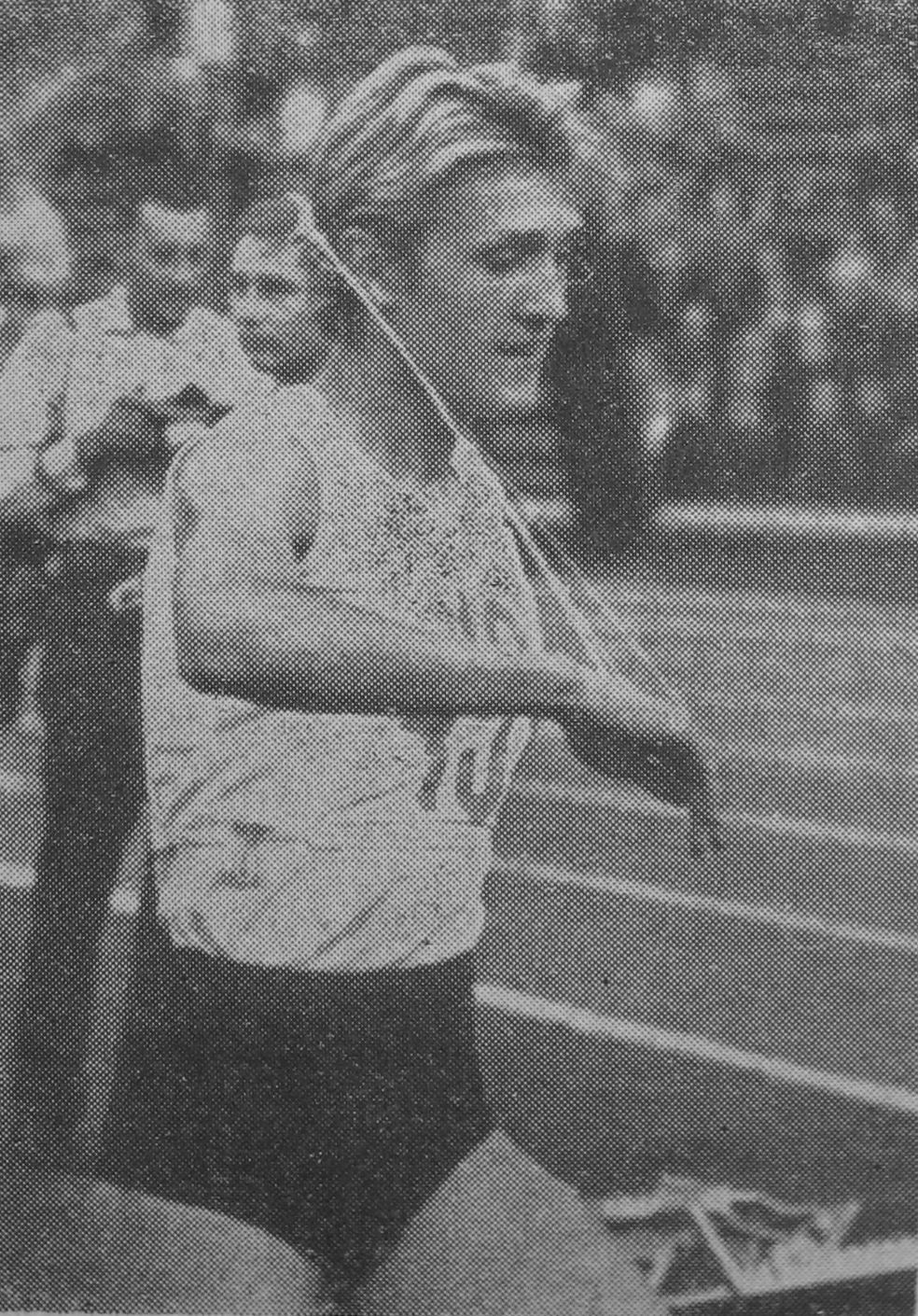
エワ・クロブコフスカ
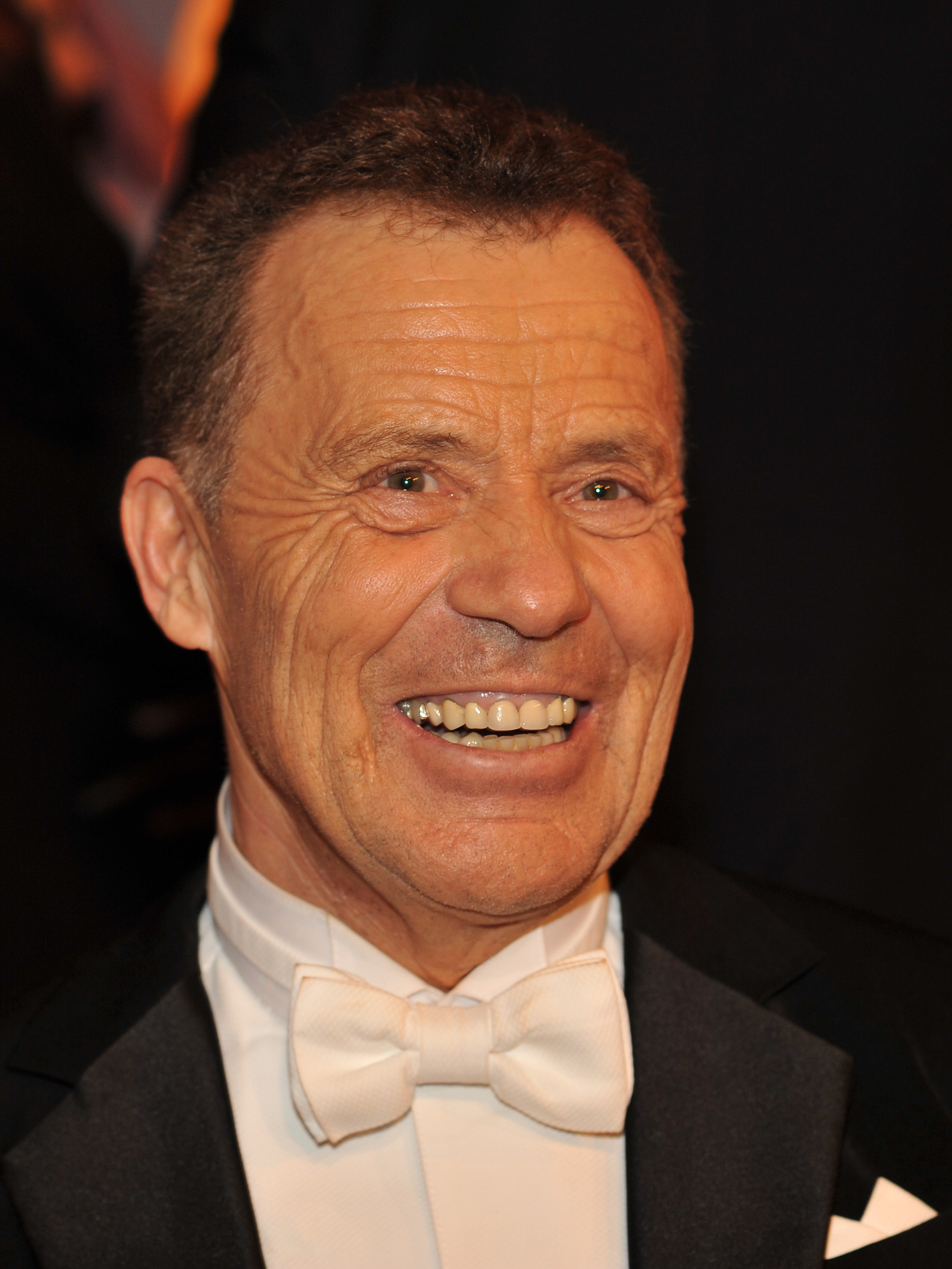
2014年のErik Schinegger

### ケース: 21世紀

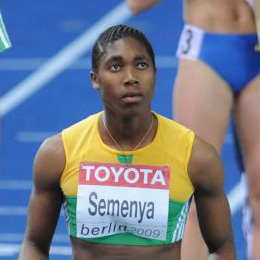
南アフリカの女性アスリート、キャスター・セメンヤはIAAFによる性別検査の後、競技を続けることが許可された。

- 2001年、インドの陸上・水泳選手Pratima Gaonkarは、性別確認検査を通過しなかったことが発表され、その後自殺した[40][41][42]。
- インドの中距離走者サンティ・ソウンダラジャン（英語版）はカタール・ドーハで行われた2006年アジア競技大会の800mで銀メダルを獲得したが、性別確認検査で不合格となりメダルを剥奪された[43]。
- 南アフリカの中距離走者キャスター・セメンヤはベルリンで行われた2009年世界陸上競技選手権大会の800mで優勝した。その後、彼女はジェンダー検査の対象となることが発表された。IAAFは、セメンヤが南アフリカで開始されドイツで継続されるであろう性別検査のプロセスに同意したことを確認した。2010年6月、IAAFはセメンヤが女性として競技を続けることを許可した。ジェンダー検査の結果はプライバシー上の理由により一度も公開されなかった[44]。2010年イギリスの雑誌ニュー・ステーツマン（英語版）は、セメンヤを"50 People That Matter 2010"のリストに加えた。
- 2012年、インドの陸上選手ピンキ・プラマニク（英語版）は女性のルームメイトから強姦を告発され、後に起訴された。彼女はジェンダー検査が行われ男性であることが公表されたが、彼女と他の医療専門家はこの主張に異議を唱えている[45]。プラマニクはこれらの結果に同意せず、警察は裁判の一部として政府主導の検査を命じた。SSKM Government Hospitalは結果は決定的なものではないと発表した。裁判所はその後染色体パターンの検査を命じた。
- 発展途上国の4人の氏名が公表されていない女性アスリートに対し、競技を可能にするためのプロセスの一部として、性腺摘出（一種の不妊手術）と女性器切除が行われた[2][4]。女性はテストステロン検査でインターセックスであることが判明していた。これらは2013年に初めて発表された[18]。
- デュティ・チャンドは2014年コモンウェルスゲームズの直前になって、アンドロゲン過剰症のために女性アスリートとしての競技が不適格であることがインド陸上競技連盟から発表され、大会から排除された[23]。チャンドはスポーツ仲裁裁判所に持ち込み、2015年半ばに暫定的な裁定を得た[22]。2016年2月、IOCは2016年リオデジャネイロオリンピックでテストステロンレベルの最大値を設定しないことが明らかにされた[27]。2016年6月、チャンドはオリンピックの100m競走で競技する資格を得た[46]。

## トランスジェンダーのアスリート
2015年11月、IOCはトランスジェンダーとアンドロゲン過剰症に関するポリシーを扱う会合を開いた。トランスジェンダーのアスリートに関して、スポーツ競技会に参加する機会を排除しないことが表明された。女性を自認するトランスジェンダーのアスリートは、競技会前少なくとも12か月にわたってテストステロン値が 10 nmol/L未満である場合、そのカテゴリで競技することが許可される。男性を自認し競技するトランスジェンダーのアスリートについては、いかなる制限も存在しない。
トランスジェンダー女性のプロテニスプレーヤーであるレネ・リチャーズは、1976年の全米オープンにおいて、染色体検査を受けない限り女性としてプレーすることを禁止された。彼女は全米テニス協会を提訴し、1977年に検査を受けずに女性としてプレーする権利を獲得した

## 性別検査に関する倫理

### 染色体検査
非白人の女性アスリートは不釣り合いに性別確認検査の標的とされやすく、それは白人を基準として判断がなされるため、非白人にはそこからの明らかな乖離が見つかりやすいためである。染色体検査は、検査が屈辱的で無神経なものであり、正確でも効果的でもないと感じている人々から厳しい視線を注がれた。検査はインターセックスであると思われる人々にとっては特に困難なものであった。遺伝的差異によって、人は遺伝学的には男性、解剖学的・化学的には女性といった状態なることもある。JAMA誌において、Simpson、Ljungqvistらは述べている。

### ホルモン検査
アンドロゲン（特にテストステロン）の値が高い女性はしばしば他の女性よりも競争的優位性を有すると見なされるが、これは統計学的に女性は男性よりもアンドロゲン値が低いためである。このアンドロゲン値の差異は、多くのスポーツにおいて同性間での競技が要求される理由となっている。しかし、自然な状態でテストステロン値が高い女性アスリートに対し医学的・薬学的手法によってこれらの値を下げることを要求するのは、アスリートに自身の体が自然に産生しない物質を摂取するしないように求める、ドーピング規則の目的に完全に反している。
2010年1月マイアミで行われた医療専門家の会合は、アスリートが女性と男性のどちらとして参加するべきかを指定するポリシーの改善には成功したが、医療専門家はこれらのポリシーに関するあいまいさに直面した。Alice Dregerは、アスリートが女性としての競技が許可されないことを、最初に競技者に知らせることなく公にすることは危険であると述べている。例えば、キャスター・セメンヤが自身が受けた検査が女性か男性かを決定することを意図したものであったを知ったのは、メディアを通してであった。別の陸上選手サンティ・ソウンダラジャンは、ジェンダー検査に不合格となり2016年アジア競技大会のメダルを剥奪された後、自殺を試みた。
学者は、アンドロゲンレベルが女性と同等の男性は女子カテゴリに参加することが許可されるのか、それともアンドロゲンレベルを他の男性並みに上げる機会を与えられるのか、という疑問を呈している。これは、女性または男性として競争する資格の決定のために機能的テストステロン値を使用することからの論理的帰結である。クラインフェルター症候群の男性はそのような立場に置かれているが、医療上の理由でテストステロンを使用している間は通常は競技することができない。

### トランスジェンダーのアスリート
女子カテゴリでの競技を希望するトランスジェンダーのアスリートは、テストステロン値が規定値以内であれば競技が許可される。しかし、IOCは参加条件として外科的・解剖学的な変化を要求することは人権侵害とみなされると述べている。スポーツ競技は、トランスジェンダーの人々の一部については肯定的に受け入れるかもしれない。しかし、トランスジェンダーのアスリートが女子チームに参加することに反対する人たちは、議論が健全ではないと述べている。反対に直面したアスリートには、ミアン・バガー、Martine Delaney（サッカーのタスマニア女子リーグに参加した）、ラナ・ローレスらがいる。